# Sebald Rutgers
Sebald Justinus Rutgers, noto anche come S. J. Rutgers (Leida, 25 gennaio 1879 – 14 giugno 1961), fu un  teorico marxista olandese, ebbe un ruolo importante nella Sezione di Sinistra del Socialist Party of America. Fu anche un ingegnere edile attivo nell'industria delle costruzioni in Unione Sovietica.

## Biografia

### Primi anni
Era figlio del medico e predicatore neomalthusiano olandese Jan Rutgers.
Fu una delle figure di spicco della rivoluzione sessuale nei Paesi Bassi e sostenitore del miglioramento della razza e dell'eugenetica. 
Studiò dal 1896 presso la Scuola Politecnica di Delft (Polytechnische School te Delft), dove entrò in contatto con il socialismo. Nel 1900 si laureò come ingegnere civile e trovò impiego presso il comune di Rotterdam, dove lavorò all'ampliamento del porto. Allo stesso tempo, dal 1899 fu attivo nel SDAP. Dal 1911 al 1915 fu direttore dei lavori pubblici a Medan, e successivamente acquirente per imprese indonesiane negli Stati Uniti.

### Attività politica

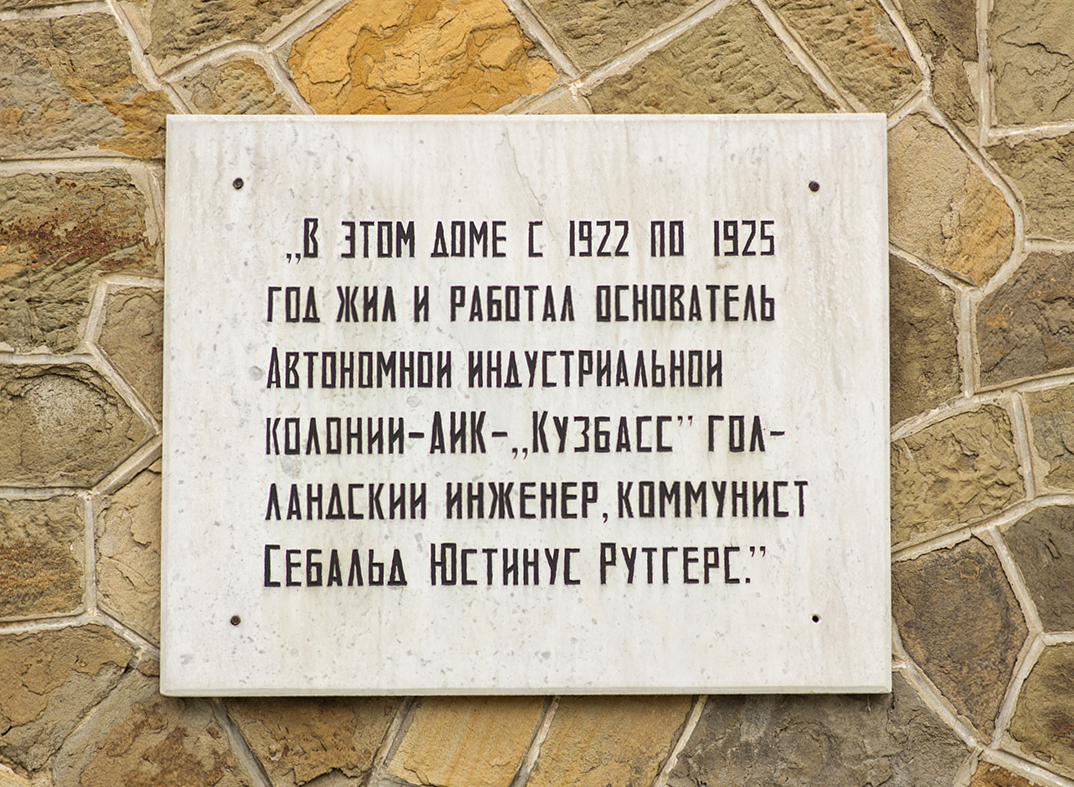
Una targa sulla casa di Rutgers a Kemerovo (1922–1925), che lo ricorda come ingegnere e fondatore della Colonia Industriale Autonoma del Kuzbass

Durante la Prima guerra mondiale, fu un frequente collaboratore della stampa socialista di sinistra statunitense. I suoi articoli influenti su The International Socialist Review e altre pubblicazioni sostennero il movimento antimilitarista della Sinistra di Zimmerwald e contribuirono a diffondere le idee del socialismo rivoluzionario al pubblico statunitense. Rutgers fu la forza finanziaria dietro la creazione, nel 1915, della Socialist Propaganda League of America, un'organizzazione socialista rivoluzionaria che fu precorritrice del Communist Party of America.
Rutgers fu in seguito considerato uno dei principali teorici della corrente di sinistra del Socialist Party of America, tendenza che dopo il 1919 diede vita al Communist Party of America.
Dopo la Rivoluzione bolscevica del 1917, Rutgers raggiunse la Russia sovietica attraverso Vladivostok e il Giappone. Attraversato il teatro di guerra della Guerra civile russa, arrivò a Mosca, dove fu invitato a incontrare Lenin al Cremlino. Partecipò al Primo Congresso dell'Internazionale Comunista. Quando la Comintern istituì il Bureau di Amsterdam, fu nominato segretario e gli fu affidata la maggior parte di venti milioni di rubli – sotto forma di pietre preziose – per fondare il bureau.
Dal 1922 al 1926 guidò la costruzione di una cooperativa internazionale di lavoratori, la Colonia Industriale Autonoma del Kuzbass nell'area del Kuzbas in Siberia. Nel periodo 1926-1938 visse alternando soggiorni nei Paesi Bassi, a Vienna e a Mosca. Dal 1930 al 1938 lavorò come consulente nell'esame di grandi progetti di costruzione, come membro del consiglio per gli specialisti stranieri presso il Rabkrin. Fu anche membro del comitato editoriale del quotidiano sovietico in lingua inglese Moskovskiye Novosti. Nel 1938 lasciò l'Unione Sovietica.
Nel 1938 lasciò definitivamente l'Unione Sovietica, temendo di diventare vittima delle purghe di Iosif Stalin. Tornato nei Paesi Bassi, divenne un membro attivo della resistenza olandese durante la Seconda guerra mondiale. Dopo la liberazione visse il resto della sua vita come membro rispettato, ma senza particolare influenza, del Partito Comunista dei Paesi Bassi.

### Morte ed eredità
Morì ad Amersfoort, nei Paesi Bassi, il 14 giugno 1961.
Una piccola raccolta di suoi documenti è conservata presso l'Istituto internazionale di storia sociale ad Amsterdam.

## Opere
- "The Left Wing: Mass Action and Mass Democracy," International Socialist Review, vol. 17, n. 5 (novembre 1916), pp. 301–303.
- "The Left Wing: An Actual Beginning," International Socialist Review, vol. 17, n. 6 (dicembre 1916), pp. 365–366.
- "Mass Action in Russia," International Socialist Review, vol. 17, n. 7 (gennaio 1917), pp. 410–413.
- "The Future of International Socialism," International Socialist Review, vol. 17, n. 9 (marzo 1917), pp. 550–551.
- "Letter from Karl Liebknecht," International Socialist Review, vol. 17, n. 10 (aprile 1917), pp. 610–612.
- "Our Action Against Conscription," International Socialist Review, vol. 17, n. 11 (maggio 1917), pp. 721–722.
- "Introduction to the History of the Labor Movement in Japan,"  International Socialist Review, vol. 18, n. 1 (luglio 1917), pp. 37–38.
- "World Policies," International Socialist Review, vol. 18, n. 3 (settembre 1917), pp. 172–173.
- "Letter to Oakley C. Johnson in NYC from S.J. Rutgers in Amersfoort, Holland, April 21, 1958," C.E. Ruthenberg Papers, Ohio Historical Society, Box 14, Folder 4, Microfilm reel 8. Corvallis, OR: 1000 Flowers Publishing, 2012.